# Toril Marie Øie
Toril Marie Øie, née le 17 juillet 1960 à Oslo est une juriste norvégienne et est depuis 2016 la 20ème juge en chef de la Cour suprême de Norvège (høyesterettsjustitiarius).

## Biographie
Toril Marie Øie a passé sa maîtrise de droit à l'université d'Oslo en 1986 et rédigé son mémoire sur la taxation comparée des concubins et des conjoints mariés. 
Elle commence sa carrière à la section des lois du ministère de la justice comme førstekonsulent (conseillère débutante). La section des lois prépare les réformes législatives, délivre des interprétations des lois existantes et offre son assistance aux autres ministères.
En 1988, elle devient conseillère législative par intérim, et officie à partir de l'automne et jusqu'à l'hiver 1990 comme dommerfullmektig (substitut du juge), au tribunal de première instance de Strømmen. Elle y remplace ensuite des juges municipaux (herredsdommer) et le juge de secteur (sørenskriver),. 
Elle retourne en 1990 à son poste de conseillère législative au ministère de la justice et devient en 2000 directrice de la section des lois tout en dirigeant l'unité de droit et procédure pénaux. Elle enseigne en parallèle à la faculté de droit de l'université d'Oslo de 1994 à 2002.  
Le 1er août 2004, le juge Trond Dolva prend sa retraite, et Toril Marie Øie le remplace à la cour suprême. Elle fait partie de la rédaction de Norsk lovkommentar de 2001 à 2015 et co-écrit plusieurs ouvrages dont deux manuels de droit pénal. 
Elle est nommée en conseil des ministres du 19 février 2016 juge en chef, et prend ses fonctions le 1er mars 2016. Toril Marie Øie est la première place à occuper cette fonction au sommet du système judiciaire norvégien.
Le 9 octobre 2018, elle est décorée commandeure avec étoile de l'Ordre de Saint-Olaf par le roi Harald V.